# Magnolia flaviflora
Espèce
Statut de conservation UICN

 NT  : Quasi menacé
Magnolia flaviflora est une espèce de plantes à fleurs de la famille des Magnoliacées. C'est un arbre présent en Chine et au Vietnam.

## Description
C'est un arbre.

## Répartition et habitat
Cette espèce est présente en Chine (province du Yunnan) et au Viêt Nam.